# Samaris
Samaris ist eine isländische Musikgruppe bestehend aus Jófríður Ákadóttir (Gesang), Áslaug Rún Magnúsdóttir (Klarinette) und Þórður Kári Steinþórsson (Elektronische Instrumente). In ihrem Gründungsjahr 2011 gewann die Band den isländischen Wettbewerb Músíktilraunir („Musikexperiment“).

## Diskografie
Studioalben
- 2013: Samaris (One Little Indian)
- 2014: Silkidrangar (One Little Indian)
- 2015: Silkidrangar Sessions (One Little Indian)
- 2016: Black Lights (One Little Indian)